# Eumicrotremus andriashevi
Eumicrotremus andriashevi är en fiskart som beskrevs av Perminov, 1936. Eumicrotremus andriashevi ingår i släktet Eumicrotremus och familjen sjuryggsfiskar. Inga underarter finns listade i Catalogue of Life.